# 和泉砂川站
和泉砂川站（日语：／ Izumi-Sunagawa eki */?）是一個位於大阪府泉南市、屬於西日本旅客鐵道（JR西日本）阪和線的鐵路車站。車站編號為JR-R48。

## 車站結構
島式月台2面4線的地面車站。

### 月台配置
| 月台 | 路線   | 方向 | 目的地                   |
| ---- | ------ | ---- | ------------------------ |
| 1、2 | 阪和線 | 上行 | 日根野、天王寺、大阪方向 |
| 2、3 | 阪和線 | 下行 | 紀伊、和歌山方向         |

- 2、3號月臺為正線，1、4號月臺為待避線。

## 使用情況
2017年度的1日平均上下車人次為4,313人。
近年1日平均上下車人次推移如下表｡
| 年度   | 1日平均 乗車人員 |
| ------ | ---------------- |
| 1997年 | 5,852            |
| 1998年 | 5,824            |
| 1999年 | 5,655            |
| 2000年 | 5,544            |
| 2001年 | 5,498            |
| 2002年 | 5,432            |
| 2003年 | 5,417            |
| 2004年 | 5,310            |
| 2005年 | 5,215            |
| 2006年 | 5,208            |
| 2007年 | 5,198            |
| 2008年 | 5,123            |
| 2009年 | 4,858            |
| 2010年 | 4,725            |
| 2011年 | 4,577            |
| 2012年 | 4,520            |
| 2013年 | 4,557            |
| 2014年 | 4,406            |
| 2015年 | 4,446            |
| 2016年 | 4,410            |
| 2017年 | 4,313            |

## 相鄰車站
西日本旅客鐵道
 阪和線
- 「黑潮號列車」 停車站

■快速、■直通快速
日根野（JR-R45）－和泉砂川（JR-R48）－紀伊（JR-R51）
■紀州路快速（早上部分列车通过）、■區間快速、■普通
新家（JR-R47）－和泉砂川（JR-R48）－和泉鳥取（JR-R49）

## 外部連結
- 和泉砂川｜車站資訊：JR出門網 - 西日本旅客鐵道